# بیسن
بیسن (به لوکزامبورگی: Biissen) یک شهرداری در استان مرش کشور لوکزامبورگ است که ۲۰٫۷۵ کیلومترمربع مساحت دارد و جمعیت آن در سال ۲۰۰۹ میلادی ۲۷۹۶ نفر بوده‌است.